# Nesna
66°11′53″N 13°1′6″Ø / 66.19806°N 13.01833°Ø
Nesna er en kommune i Nordland fylke i Norge. Den grænser i øst til Rana, og over de omliggende fjorde ligger i nord  Lurøy, i syd Leirfjord og i vest Dønna. Kystrigsvejen passerer gennem kommunen. Høgskolen i Nesna er uddannelsescenter i Nordland. I byen ligger også en videregående skole, KVN
Nesna kommune har daglige anløb af Hurtigruten. Kommunen består ud over byen Nesna af  øerne Hugla, Handnesøya og Tomma. Ved halvøen Skogsøy ligger Helgeland Svejseindustris produktionslokaler.
Ved kommunereformen i 1964 blev de dele af Nesna som lå rundt om den indre del af Sjona overført til den nye storkommune Rana.

## Tusenårssted
Kommunens tusindårssted er Zahlbrygga. Kommunen plantede også en række tusenårstræer på flere steder i kommunen, bl.a. ved Nesna kirke